# Лазарєв Микола Іванович (Герой Радянського Союзу)
Мико́ла Іва́нович Ла́зарєв (18 липня 1926, хутір Карама, Зілаїрський кантон, Башкирська АРСР — 28 січня 1998) — автоматник моторизованого батальйону 24-ї танкової бригади 5-го танкового корпусу 3-ї ударної армії 2-го Прибалтійського фронту, єфрейтор, Герой Радянського Союзу (1990).
Останній уродженець башкирської землі, удостоєний звання Героя Радянського Союзу.

## Біографія
Народився в російській селянській родині. У 1931 його родину було розкуркулено і вислано на поселення в Сибір, у Толзос, що поблизу міста Новокузнецька Кемеровської області. Закінчив 10 класів.
У Червоній армії з вересня 1943 року, на фронтах Другої світової війни з липня 1944 року.
18 вересня 1944, будучи автоматником моторизованого батальйону 24-ї танкової бригади (5-й танковий корпус, 3-я ударна армія, 2-й Прибалтійський фронт), в бою за населений пункт Скудрес Латвійської РСР, відбиваючи контратаки противника, підтримувані важкими танками, протитанковою гранатою підбив головний «Тигр», чим забезпечив успішну атаку батальйону, що знищила не менше взводу гітлерівців. У листопаді 1944 був представлений до звання Героя Радянського Союзу, нагороджений орденом Слави III ступеня (16 листопада 1944).
У 1945 році демобілізований у званні старшого сержанта.
Після демобілізації працював у м. Новокузнецьку в кінотеатрі «Комунар» (у 1947—1948), закінчив металургійний технікум, на металообробному заводі, КМК, ЗСМК.
Член КПРС з 1953 року.
Останні роки жив у селищі Шишкін Ліс Подільського району Московської області. З 1985 старший інженер при Комісії агропромислового комплексу Ради Міністрів СРСР (Московська область).
Указом Президента СРСР від 5 травня 1990 року за мужність і героїзм, проявлені в боротьбі з німецько-фашистськими загарбниками у Великій Вітчизняній війні 1941—1945 років, Лазарєву Миколі Івановичу присвоєно звання Героя Радянського Союзу з врученням ордена Леніна (№ 460046) і медалі «Золота Зірка» (№ 11606).
Помер у селищі Шишкін Ліс (нині — Москва).

## Нагороди та звання
- Герой Радянського Союзу (1990);
- орден Леніна (1990);
- два ордени Вітчизняної війни 1-го ступеня (1945, 1985);
- орден Червоної Зірки (1945);
- орден Слави III ступеня (16 листопада 1944);
- медалі.

## Пам'ять
У селі Зілаїр Зілаїрського району Республіки Башкортостан Герою Радянського Союзу М. І. Лазарєву присвячений один зі стендів історико-краєзнавчого музею.